# 六出花科
六出花科是百合目的一科，有3-4属，约200种，原生于中、南美洲。1981年的克朗奎斯特分类法将这些属放入百合科，1998年根据基因亲缘关系分类的APG 分类法将这些属单独分为一个科， 2003年经过修订的APG II 分类法维持上述的分类。
本科为多年生草本植物，多具类似球茎的地下的膨大营养器官，其中竹叶吊钟属为藤本植物。本科植物花色美丽，被广泛用于栽培观赏。
属
- 六出花属 Alstroemeria
- 竹叶吊钟属 Bomarea, 也称百合水仙属
- 狮爪花属 Leontochir
- Schickendantzia (有的植物学家将其和六出花属合并)

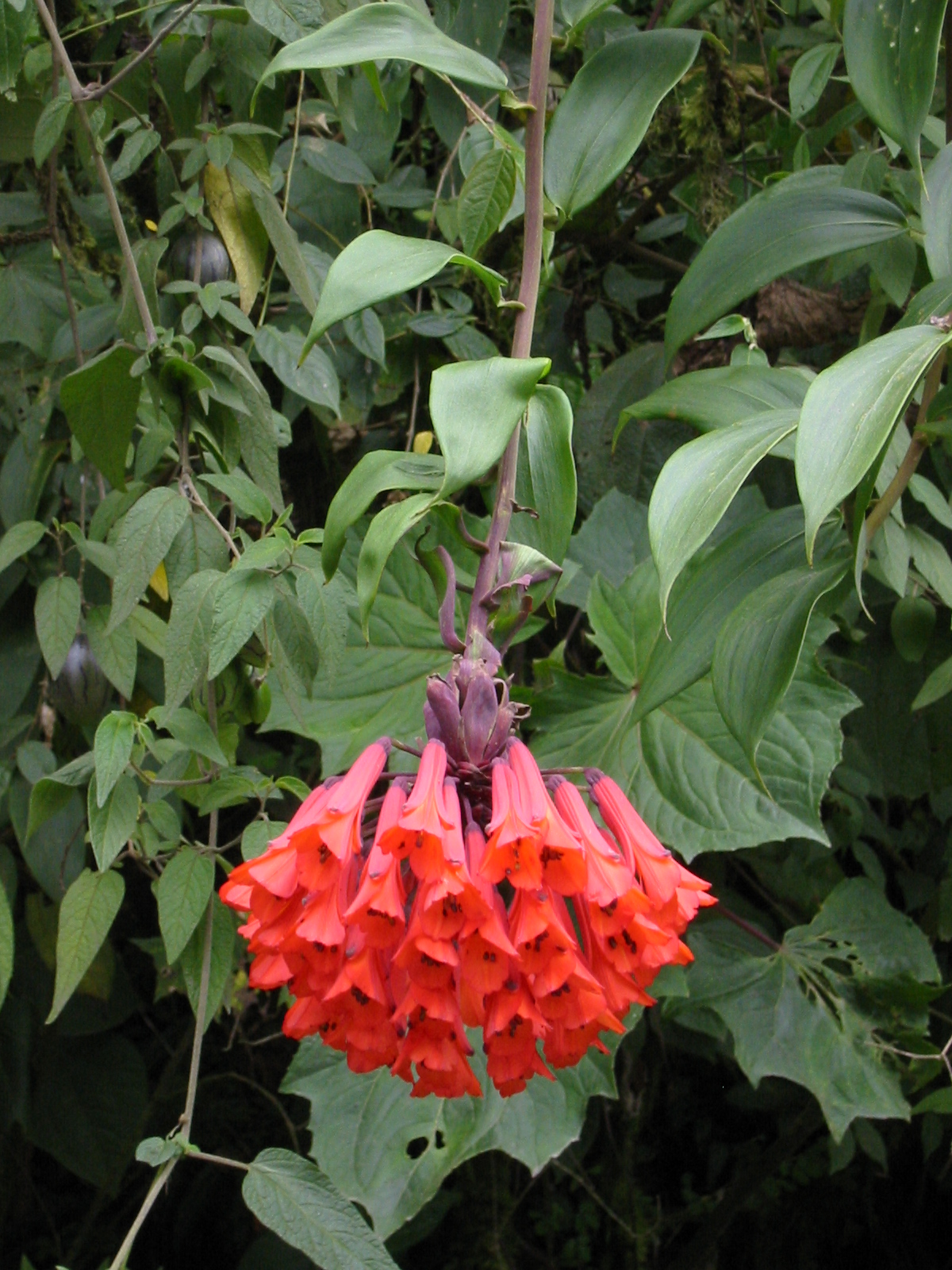
生长在厄瓜多尔的竹叶吊钟属植物